# Cambodge Soir
Cambodge Soir était un journal franco-khmer quotidien national de la presse écrite cambodgienne, vendu à Phnom Penh et dans différentes villes de province. Il a été publié entre 1995 et 2007. Le journal a cessé de paraître le 11 juin 2007, à la suite d'un conflit entre la direction et la rédaction. Cambodge Soir Hebdo a succédé au quotidien du 11 octobre 2007 au 30 septembre 2010.

## Généralités
Cambodge Soir et son successeur Cambodge Soir Hebdo étaient édités par les Éditions du Mékong, une entreprise privée cambodgienne. Le journal tirait principalement ses revenus de ses abonnements papier, abonnements électroniques, de la publicité et de sa branche édition. Le journal était également soutenu par l'Organisation internationale de la Francophonie qui fournissait environ 15-20 % de son budget annuel. L'hebdomadaire créé en octobre 2007 était dirigé par l'Okhna Kong Rithy Chup.
C'était le journal porte-parole de la langue française et de la francophonie au Cambodge et le titre de référence pour la communauté française à Phnom Penh, neutre mais abordant aussi des sujets brûlants tels que les coupes de bois, les relations entre partis politiques, le problème frontalier avec le Vietnam...
Faute de financements suffisants, la publication s'est arrêtée le 30 septembre 2010.

## Historique
- 11 février 1993 : création à Phnom Penh du bimensuel Le Mékong[2].
- mai 1995 : Le Mékong cesse sa parution en août 1995, quelques mois après la naissance de Cambodge Soir, journal qui parait tous les lundis, mercredis et vendredis[3].
- juillet 1997 : Cambodge Soir Info devient quotidien[3] Le passage en quotidien intervient au lendemain des évènements de juillet 1997. Le Directeur Général des Editions du Mékong Eric METIVIER fait sortir le premier tirage sur des photocopieurs prêtés par un revendeur de Phnom Penh. Le point rouge sur le « i » de Cambodge Soir apparaît à cette occasion.
- mars 2007 : Création de la version WEB de Cambodge Soir Info[4].
- 11 juin 2007 : Cambodge Soir cesse de paraître à la suite d'un conflit entre la direction et l'ensemble de la rédaction, provoqué par le licenciement d'un journaliste auteur d'un article sur un rapport[5] de l'ONG Global Witness sur la déforestation et l'implication de responsables politiques au Cambodge[6],[7]
- octobre 2007 : Lancement de Cambodge Soir Hebdo qui paraît tous les jeudis[8], avec une partie de l'ancienne rédaction de "Cambodge Soir".
- 23 juillet 2008 : Chheang Bopha et Duong Sokha, anciens journalistes de Cambodge Soir, reçoivent le prix Hellman/Hammett de Human Rights Watch pour "l’éthique et le courage rares dont [ils] ont fait preuve" lors du conflit avec la direction du quotidien en juin 2007, ayant refusé de participer à "Cambodge Soir Hebdo" en l'absence de leur collègue licencié et de garantie de l'indépendance éditoriale[9].
- 16 novembre 2009 : Ung Chansophea remporte le prix francophone de la liberté de la presse pour un article sur les femmes battues au Cambodge paru le 18 juin 2009[10].
- 30 septembre 2010 : le dernier numéro est publié[11].

## Rédacteurs en chef
- Cambodge Soir :
  - Philippe Latour (1995)
  - Pierre Gillette (1995-2007)
  - Stéphanie Gée (2007)
- Cambodge Soir Hebdo :
  - Pen Bona et Frédéric Amat (octobre 2007 - mars 2008)
  - Pen Bona et Jérôme Morinière (de mars 2008 à mars 2009)
  - Pen Bona et Alain Candille depuis avril 2009

- Jérome Morinière était directeur de rédaction de Cambodge Soir Hebdo

- Frédéric Amat a été directeur de la rédaction de Cambodge Soir Hebdo de mars 2008 à mars 2009. Il a ensuite été correspondant à Siem Reap et conseiller à la rédaction aux côtés de Jean-Claude Pomonti, ancien correspondant en Thaïlande du journal Le Monde.

- Emmanuelle Billier-Gauthier a été directrice adjointe de la publication de Cambodge Soir (puis Cambodge Soir Hebdo) de 2006 à 2008 et directrice gestion et développement des Éditions du Mékong. À ce titre, elle a publié deux bandes dessinées en khmer : L'Eau et la terre de Séra et Lucky Luke : en remontant le Mississippi de Morris et Goscinny.

## Journalistes
- Samuel Bartholin
- Chheang Bopha
- Sébastien Drans
- Duong Sokha
- François Gerles
- Im Navin
- Kang Kallyann
- Kong Sothanrith
- Ky Soklim
- Leang Delux
- Adrien Le Gal
- Laurent Le Gouanvic
- Nhim Sophal
- Anne-Laure Porée
- Grégoire Rochigneux
- Lucie Robet
- Ros Dina
- Arnaud Roux
- Soren Seelow
- Ung Chamroeun
- Ung Chansophea